# Pedologi (barn)
Pedologi är vetenskapen om barn utveckling baserat på psykologisk forskning. Begreppet är föråldrat och i huvudsak ersatt med termen barnpsykologi.
I Sovjetunionen var det tidiga psykoanalytiker som blev pedologer.
De fick möjlighet att forska om barn och hjälpa dem praktiskt i deras utveckling och lärande.
Hit tillhörde Sabina Spielrein (1885-1942) och Lev Vygotskij (1896-1934).